# فؤاد ليتيم
فؤاد ليتيم، هو ممثل تونسي صاعد، يعمل حالياً في برنامج لاباس في قناة التونسية.

## أعماله

### مسرحيات
- مونولوغ السبسي، 2011

## روابط خارجية
- فؤاد ليتيم على موقع IMDb (الإنجليزية)
- فؤاد ليتيم على موقع قاعدة بيانات الأفلام العربية
- فؤاد ليتيم على موقع ألو سيني (الفرنسية)